# 克日乡
克日乡（藏語：ཁེར་རི་），是中华人民共和国西藏自治区昌都市贡觉县下辖的一个乡镇级行政单位。

## 行政区划
克日乡下辖以下地区：
莫扎村、冲录村、西西村、克日村和登巴村。